# Henrik Havrehed
Henrik Holger Havrehed (25. september 1928 i Morud – 25. februar 1995 i Sønderholm) var translatør i tysk og dansk historiker.
Henrik Havrehed blev  dr.phil ved Odense Universitet i 1987, selv om  han ikke var  universitetsuddannet historiker; Det var på disputatsen De tyske flygtninge i Danmark 1945-49. Aage Trommer og Tage Kaarsted var hans opponenter og vejledere. Han oversatte disputatsen til tysk i 1989 Die deutschen Flüchtlinge in Dänemark 1945-49.
Henrik Havrehed var lektor ved Aalborg Handelsskole og redaktør af bladet Handelsskolen. Han var Undervisningsministeriets fagkonsulent i tysk på handelshøjskolerne. Han udgav i 1977 lærebogen BRD og DDR. Tyske sagprosatekster.
Han tog sin afsked i 1981 på grund af en muskellidelse, han erhvervede som ung.
Ved sin død arbejdede Henrik Havrehed på et tobindsværk om den tyske rigsbefuldmægtigede i Danmark under 2. verdenskrig, Werner Best. Han interviewede Werner Best i dennes hjem i Mülheim i april 1981 og november 1983.
I november 1993 interviewede Henrik Havrehed den svejtsiske læge Maurice Rossel, der for Røde Kors besøgte jøderne i Theresienstadt under krigen. Noter, kilder og avisudklip om redningen af de danske jøder og centrale personer fra besættelsesmagten  findes nu på Rigsarkivet i København.
Privatarkivet og det ufærdige manuskript til første bind om Werner Best er væsentlige kilder til den første danske biografi om Werner Best, der udkom i juni 2013.
Henrik Havrehed var søn af konservator og kunstmaler Holger Havrehed.